# Spider-Man: Back in Black
Back in Black (с англ. — «Снова в чёрном») — сюжетная арка из пяти выпусков, опубликованная издательством Marvel Comics в апреле-октябре 2007 года. Сюжет, автором которого стал Джей Майкл Стражински, а художником Рон Гарни, разворачивается в выпусках The Amazing Spider-Man #539-543 и рассказывает о периоде сразу после событий Гражданской войны и о дальнейшей судьбе Человека-паука, Мэри Джейн и тёти Мэй. Человек-паук, полный гнева и решимости найти снайпера, стрелявшего в тётю Мэй, надевает чёрный костюм, созданный по образцу симбиота, чтобы подчеркнуть своё безрадостное настроение. Человек-паук начинает часто появляться без маски и демонстрирует свою ярость и жажду мести.

## Сюжет
После Гражданской войны тётя Мэй была ранена неизвестным снайпером. Питер, оказавшись в тяжёлой ситуации, не справляется, впадает в ярость и решает снова вернуться к чёрному костюму, полный решимости найти убийцу, стрелявшего в его тётю. В то же время тётя Мэй впадает в кому и находится в больнице в критическом состоянии. Вскоре Питер обнаруживает, что снайпер Джейк Мартино был нанят Кингпином, преступным боссом города. Человек-паук нападает на него в тюрьме Riker Island Prison и жестоко избивает, но решает оставить в живых, засчитав это за унизительное поражение, что для Кингпина хуже смерти. Паркер предупреждает других заключённых, чтобы те держались подальше от его семьи, и в случае, если тётя Мэй умрёт, Человек-паук вернётся и сделает то же самое со всеми остальными. Так как Человек-паук фактически считался беглецом, он не мог получить надлежащей помощи для тёти, для которой нужны были деньги, и вынужден был переместить её в другую больницу преступным путём, совершив за одну ночь девять преступлений, после чего понял, что становится тем, против кого он боролся всю свою жизнь.

## Коллекционные издания
| Название                                | Включенные выпуски | Дата                                         | ISBN                                  |
| --------------------------------------- | --- | -------------------------------------------- | ------------------------------------- |
| Spider-Man: Back in Black               | переиздание The Amazing Spider-Man #539-543 и Friendly Neighborhood Spider-Man #17-23 , ежегодник #1                                                                     | 2007 (твёрдая обложка) 2008 (мягкая обложка) | ISBN 0-7851-2904-9 ISBN 0-7851-2996-0 |
| Spider-Man, Peter Parker: Back in Black | переиздание The Sensational Spider-Man #35-40 и ежегодника #1, Spider-Man Family #1-2, Spider-Man: Back in Black Handbook и Marvel Spotlight — Spider-Man: Back in Black | 2007 (твёрдая обложка) 2008 (мягкая обложка) | ISBN 0-7851-2920-0 ISBN 0-7851-2997-9 |